# Progress M1-3
Progress M1-3 (ryska: Прогресс М1-3) eller Progress 1 eller 1P, som NASA kallar den, var en rysk obemannad rymdfarkost som levererade förnödenheter, syre, vatten och bränsle till rymdstationen ISS. Den sköts upp med en Sojuz-U-raket från Kosmodromen i Bajkonur den 6 augusti 2000 och dockade med ISS den 8 augusti. 
Efter att ha lastats ur och senare fyllts med sopor lämnade farkosten rymdstationen den 1 november 2000. Den brann som planerat upp i jordens atmosfär några timmar senare.
Progress M1-3 var den första Progress att docka med rymdstationen ISS.

### Fotnoter
1. ↑  ”NASA Space Science Data Coordinated Archive” (på engelska). NASA. https://nssdc.gsfc.nasa.gov/nmc/spacecraft/display.action?id=2000-044A. Läst 1 mars 2020.
2. ↑  Manned Astronautics - Figures & Facts Arkiverad 18 oktober 2007 hämtat från the Wayback Machine., läst 15 juli 2016.